# Zhong
Zhong (en chino, 忠; pinyin, Zhōng) es un condado bajo la administración directa de la Municipalidad de Chongqing en la  República Popular China.  Su área es de  km² y su población total para 2010 superó los 751 mil habitantes.

## Administración
Desde julio de 2020, el  condado Zhong se divide en 29 pueblos que se administran en 4 subdistritos,  19 poblados, 5 villas y 1 villa étnica.